# Ernst Heintze
Ernst Heintze (Neubrandenburg, 6 de abril de 1944) é um matemático alemão, que trabalha com geometria diferencial.
Heintze estudou matemática a partir de 1964 em Berlim, Freiburg e Bonn, onde obteve o diploma em 1969 e um doutorado em 1970, orientado por Wilhelm Klingenberg, com a tese Krümmung und Topologie des Raumes SU(5)/(Sp(2) x S1). Em 1978 foi professor na Universidade de Münster e em 1985 na Universidade de Augsburgo.

## Publicações selecionadas
- On homogeneous manifolds of negative curvature. Math. Ann. 211 (1974), 23–34.
- com H.-C. Im Hof: Geometry of horospheres. J. Differential Geom. 12 (1977), no. 4, 481–491.
- com J. Brüning: Representations of compact Lie groups and elliptic operators. Invent. Math. 50 (1978/79), no. 2, 169–203.
- com H. Karcher: A general comparison theorem with applications to volume estimates for submanifolds. Ann. Sci. École Norm. Sup. (4) 11 (1978), no. 4, 451–470.
- Extrinsic upper bounds for λ1. Math. Ann. 280 (1988), no. 3, 389–402.
- com Xiaobo Liu: Homogeneity of infinite-dimensional isoparametric submanifolds. Ann. of Math. (2) 149 (1999), no. 1, 149–181.
- com Chr. Groß: Finite order automorphisms and real forms of affine Kac-Moody algebras in the smooth and algebraic category. Mem. Amer. Math. Soc. 219 (2012), no. 1030, ISBN 978-0-8218-6918-5